# Бруссо, Ги
Ги Бруссо (фр. Guy Brousseau, 4 февраля 1933 года, Таза, Французский протекторат Марокко — 15 февраля 2024 года) — французский учёный-математик и педагог.

## Биография
Ги Бруссо родился 4 февраля 1933 года в городе Таза, Французский протекторат Марокко. С раннего возраста Ги хотел стать учителем в начальных классах школы. Он и работал учителем в течение нескольких лет (1953—1962) после окончания педагогического колледжа, прежде чем занять должность ассистента в Университете Бордо. С 1967 по 1969 год возглавлял Центр математических исследований при Региональном центре образовательной документации в Бордо, а в 1969 году стал ассистентом на факультете наук в Бордо. В 1968 году получил степень бакалавра по математике и степень бакалавра по педагогическим наукам.
Первую научную работу опубликовал в 1961 году, затем издал учебник для первого года начальной школы (1965), продолжив публиковать свои научные результаты. В конце 1960-х годов, получив степень по математике, он перешёл на работу в Университет Бордо I.
Бруссо основал COREM (Centre pour l’Observation et la Recherche sur l’Enseignement des Mathématiques), которым он руководил с 1973 по 1998 год в начальной школе Жюля Мишле в Талансе (Жиронда). Школа добилась международной известности. Затем он основал LADIST (Laboratoire Aquitain de Didactique des Sciences et Techniques), которая поддерживала COREM.
В 1986 году Бруссо была присуждена докторская степень в области естественных наук, а в 1991 году он стал профессором университета в недавно созданном IUFM d’Aquitaine, работал в этой организации до 1998 года. Он решил создать CREM (Centre de Recherche pour l’Enseignement des Mathématiques) в Бордо после своей встречи с Андре Лихнеровичем. Получил ряд почётных званий — почётного профессора в IUFM d’Aquitaine, почетного доктора в Монреальском университете (1997) и Женевском университете (2004).
Его главный научный вклад — создание теории дидактических ситуаций. Эта теория, инициированная в начале 1970-х годов, вместе с концептуальной теорией поля Жерара Верньо и антропологической теорией дидактики Ива Шеваллара образует одну из трёх основных теоретических основ французской школы математической дидактики.
Бруссо, единолично и в соавторстве, с 1965 по 2001 год опубликовал множество работ по математике.
Он провёл большое количество исследовательских и учебных миссий в Европе, Латинской Америке и Северной Америке, а также в Северной Африке и Юго-Восточной Азии. Его исследования сосредоточены на преподавании натуральных и десятичных чисел, вероятности, статистике, геометрии, элементарной алгебре, логике и рассуждениях.
Бруссо умер 15 февраля 2024 года в возрасте 91 года.
Имел награду— медаль Феликса Кляйна от Международной комиссии по математическому образованию.